# Sabahattin Ali
Sabahattin Ali född 25 februari 1907 i Eğridere, Osmanska riket, idag Obsjtina Ardino, Bulgarien, död 2 april 1948 i Kirklareli, Turkiet, var en turkisk författare, poet och journalist. Två av hans romaner, Kürk Mantolu Madonna (1943) Madonna i päls (2018) och İçimizdeki Şeytan (1940) Djävulen inom oss (1978), finns översatta till svenska.

## Biografi
Sabahattin Alis uppväxt och skolgång var splittrad. Då fadern var militär tvingades familjen att under första världskriget flytta från Canakkale, till Edremit och vidare till Balikesir. Vid mitten av 1920-talet utbildade sig Sabahattin Ali till lärare i Istanbul för att 1928 bli skickad till Potsdam för att utveckla sin tyska. Han stannade i Tyskland i två år, arbetade därefter som tysklärare i Aydin och Konya och skrev poesi. 1932 arresterades han för att i en dikt ha förolämpat presidenten Mustafa Kemal Atatürk. Efter avtjänat straff gifte han sig med Aliye Hanim, gjorde sin värnplikt och därefter fick paret dottern Filiz 1937. Familjen flyttade till Ankara där Ali bland annat skrev Kürk Mantolu Madonna som följetong i 40 delar för tidningen Hakikat.

Efter ytterligare en tid i fängelse, med knappa ekonomiska resurser, bestämde Ali sig för att resa till Paris, men fick avslag på sin ansökan om pass. I början av april 1948 mördades han under oklara omständigheter vid den bulgariska gränsen.      

## Madonna i päls (roman)
Tio år efter sin vistelse i Tyskland skrev Sabahattin Ali Madonna i päls där han återvänder till 1920-talets Berlin, en metropol som då sprakade av liv, underhållning och kultur. En ung turkisk man, Raif, en känslig drömmare, mer intresserad av litteratur och konst än av att lära sig det yrke som hans far förväntar sig. På ett galleri får Raif syn på en tavla, ett självporträtt av en kvinna som han inte kan sluta tänka på. När han väl lär känna konstnärinnan, den viljestarka, självständiga Maria, är det ett möte från vilket det inte finns någon återvändo.